# Касатик молочно-белый
Касатик молочно-белый, или Ирис молочно-белый (лат. Iris lactea) — многолетнее травянистое растение; вид рода Ирис (Iris) семейства Ирисовые, или Касатиковые (Iridaceae).

## Ботаническое описание

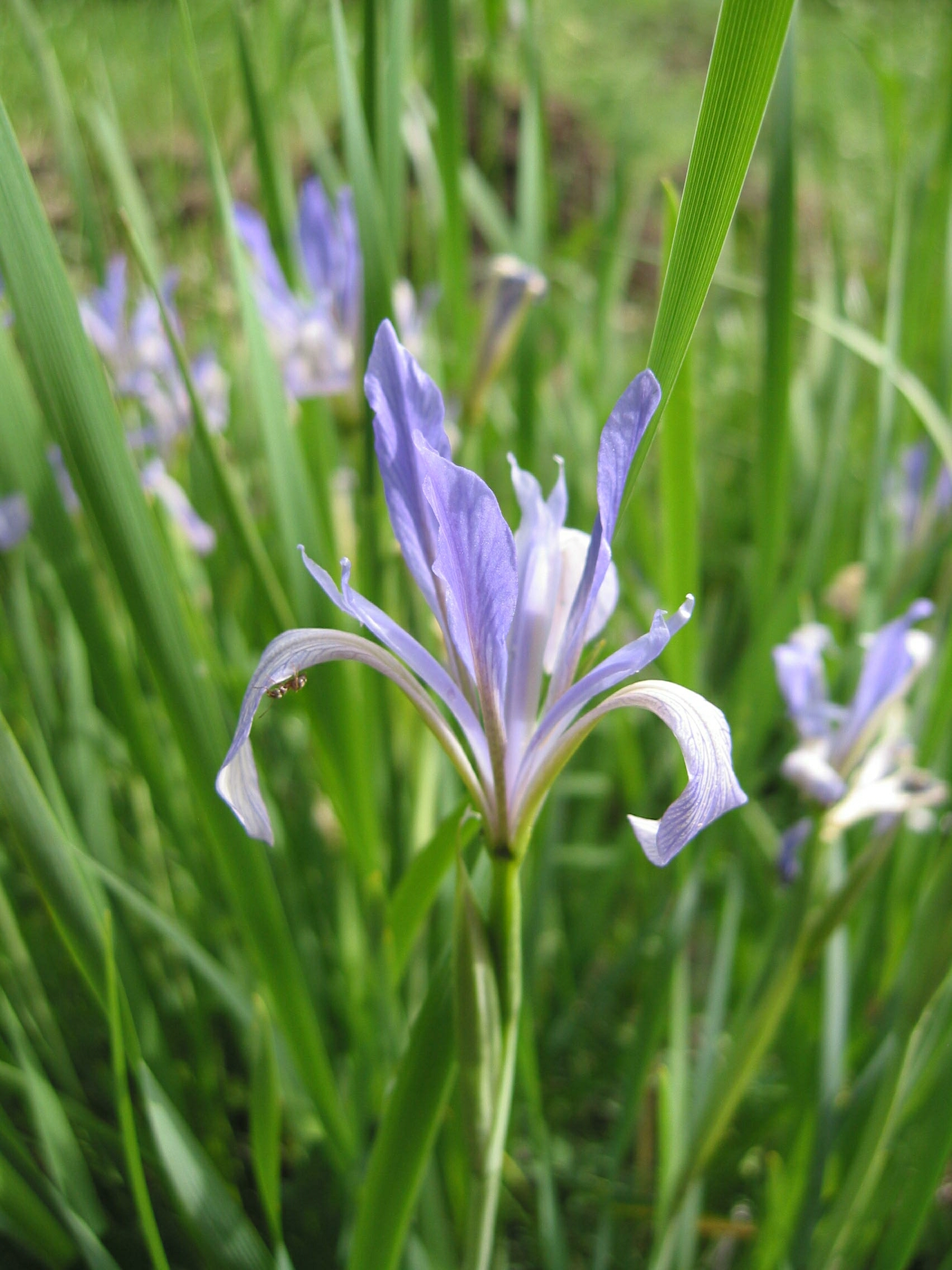
Цветущее растение

Стебли многочисленные, высотой 10—20 см. Образует плотные дерновины.
Листья линейные, жёсткие, с хорошо заметными продольными жилками, сизо-зелёные, от 14 до 50 см высотой (по другим источникам до 70 см).
Цветонос стрелковидный, внутри плотный, 10—25 (максимум 50) см высотой, иногда укороченный (3—5 см). Цветков 1-2 (по другим источникам до 4); от бледно-голубых до фиолетовых, реже белых; без аромата. Наружные доли околоцветника шире всего в средней части отгиба и мало отличаются по ширине от внутренних.
Плод — коробочка 3—6 см длиной, веретеновидная или продолговатая, с носиком до 3—7 мм длиной и выпуклыми рёбрами.
Цветение в конце мая — июне, плоды — в августе.
Семена тёмно-бурые, продолговато-шаровидные или полукруглые, с твёрдой кожурой. Размножение семенное и вегетативное.

## Распространение и экология
Распространён в Восточной Сибири, Забайкальском крае, Японии, Монголии, на северо-востоке Китая и на Корейском полуострове. Встречается на Дальнем Востоке России.
Произрастает по солонцеватым берегам рек и озёр, на засоленных сухих лугах, открытых склонах, песчаных морских берегах, по окраинам солончаков. В местах произрастания образует заросли.

## Использование

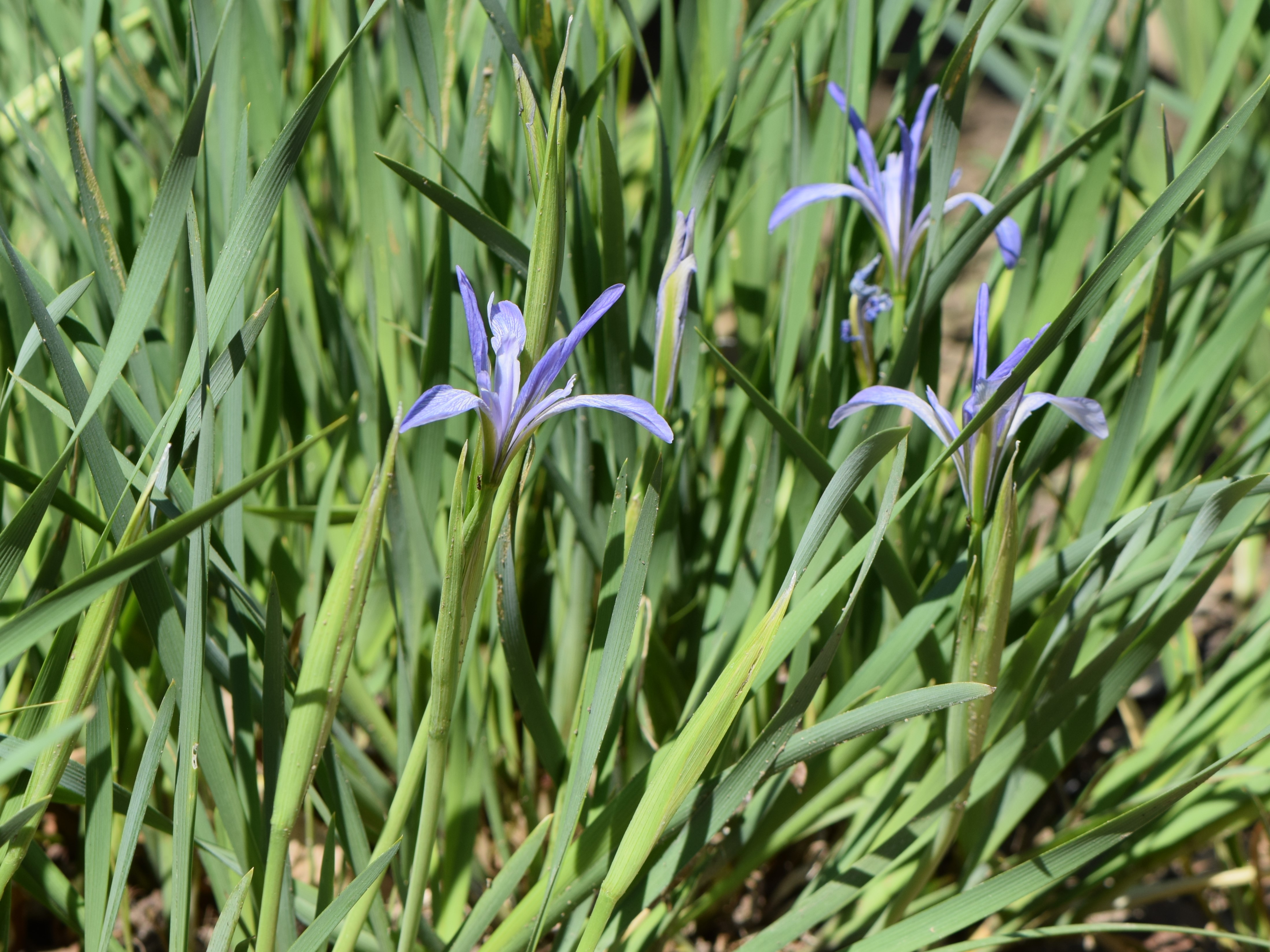
Группа растений в Берлинском ботаническом саду

Может выращиваться как декоративный многолетник. Цветки мелкие; листья высокодекоративны, сохраняют форму и окраску до поздней осени. Отличается устойчивостью к засоленности и уплотнённости почв.
Применяется как в традиционной, так и в современной медицине; в надземных и подземных частях растения содержатся флавоноиды и изофлавоноиды; корневища содержат изофлавоны.

## Охранный статус
Внесён в список редких и нуждающихся в охране видов растений российского Дальнего Востока и Приморского края. В Красной книге Приморского края имеет статус VU (уязвимый).

## Синонимика

### Синонимы научного латинского названия
По данным The Plant List на 2023 год, в синонимику вида входят:
- Eremiris lactea  (Pall.) Rodion.
- Iris fragrans  Lindl.
- Iris haematophylla  Fisch. ex Link
- Iris lactea var. lactea  (Unknown)
- Iris longispatha  Fisch. ex Sims
- Iris moorcroftiana  Wall. ex D.Don
- Iris oxypetala  C.A.Mey.
- Iris sibirica var. haematophylla  (Fisch. ex Link) Turcz.
- Iris sibirica subsp. triflora  (Balb.) Nyman
- Iris triflora  Balb.
- Joniris fragrans  Klatt
- Joniris longispatha  (Fisch. ex Sims) Klatt
- Joniris triflora  (Balb.) Klatt
- Xiphion triflorum  (Balb.) Alef.

### Синонимы русского названия
В русском языке приняты следующие синонимы: Касатик молочноцветковый, Ирис молочноцветковый, Касатик мечевидный. Встречаются также названия Ирис молочноцветный, Касатик-пикулька, Ирис-пикулька.